# (9347) 1991 RY21
A (9347) 1991 RY21 a Naprendszer kisbolygóövében található aszteroida. Henry Holt fedezte fel 1991. szeptember 15-én.